# Siniša Vukonić
Siniša Vukonić (ur. 4 października 1971 w Rijece) – chorwacki biegacz narciarski, dwukrotny olimpijczyk.
Startował na Zimowych Igrzyskach Olimpijskich 1992 i Zimowych Igrzyskach Olimpijskich 1994. Jego najlepszym wynikiem było zajęcie 44. miejsca w biegu na 30 kilometrów i biegu łączonym podczas igrzysk w 1994 roku.